# Elísabet Rúnarsdóttir
Elísabet Rut Rúnarsdóttir (* 28. November 2002 in Kópavogur) ist eine isländische Leichtathletin, die sich auf den Hammerwurf spezialisiert hat und in dieser Disziplin aktuell den Landesrekord hält.

## Sportliche Laufbahn
Erste Erfahrungen auf Wettkämpfen internationaler Ebene sammelte Elísabet Rúnarsdóttir im Jahr 2018, als sie bei den U18-Europameisterschaften in Győr mit einer Weite von 61,94 m mit dem leichteren 3-kg-Hammer den achten Platz belegte. Anschließend nahm sie an den Olympischen Jugendspielen in Buenos Aires teil und gelangte dort auf Rang 16. Im Jahr darauf erreichte sie beim Europäischen Olympischen Jugendfestival (EYOF) in Baku das Finale, brachte dort aber keinen gültigen Versuch zustande. 2021 stellte sie in Reykjavík mit 64,39 m einen neuen isländischen Landesrekord auf und belegte dann im Juli mit 60,87 m den siebten Platz bei den U20-Europameisterschaften in Tallinn, ehe sie bei den U20-Weltmeisterschaften in Nairobi mit 63,81 m den vierten Platz belegte. 2022 begann sie ein Psychologiestudium an der Texas State University in den Vereinigten Staaten und im Jahr darauf belegte sie bei den U23-Europameisterschaften in Espoo mit 65,93 m den fünften Platz. 2024 verbesserte sie den Landesrekord auf 70,47 m und wurde damit NCAA-Collegemeisterin, ehe sie bei den Europameisterschaften in Rom mit 68,02 m in der Qualifikationsrunde ausschied.
In den Jahren 2021 und 2022 wurde Elísabet Rúnarsdóttir isländische Meisterin im Hammerwurf.